# Anthon Olsen
Ole Anthon Olsen (Copenhaguen, 14 de setembre de 1889 - Gentofte, Hovedstaden, 17 de març de 1972) va ser un futbolista danès que va competir a començament del segle xx. Jugà com a davanter i en el seu palmarès destaca la medalla de plata en la competició de futbol dels Jocs Olímpics d'Estocolm, el 1912.
Pel que fa a clubs, jugà al B 93 entre 1905 i 1928. Durant aquests anys guanyà dues edicions de la Lliga danesa de futbol, el 1915-16 i el 1926-27. A la selecció nacional jugà un total de 16 partits, en què marcà 14 gols. Debutà contra Noruega el juny de 1912 i disputà el seu darrer partit contra Alemanya l'octubre de 1927.